# Виктория Маринова
Вижте пояснителната страница за други личности с името Виктория.
Виктория Маринова е българска телевизионна водеща и журналистка. През 2018 г. става жертва на жестоко убийство, което получава широк отзвук както в българските, така и в чуждестранните медии.

## Биография
Виктория Маринова е административен директор на русенската телевизия ТВН. Малко преди смъртта ѝ телевизията започва да излъчва предаване на социална тематика, наречено „Детектор“. Първият епизод на предаването излъчва интервю с Димитър Стоянов, разследващ журналист от „Биволъ“, и неговия румънски колега Атила Биро, които са арестувани от МВР, докато работят върху разследването си за т. нар. Афера #ДжиПиГейт. Скандалът около аферата се върти около компании, които източват еврофондове и имат връзки с български политици. Вторият епизод на предаването е щял да разследва инцидента в Хитрино, където се твърди, че #ДжиПиГейт може да е замесена с подозрително спечелена обществена поръчка.
Виктория е разведена, с малка дъщеря на 6 г.

## Смърт
Около обяд на 6 октомври, 2018 г. (събота), Маринова тича по крайбрежната алея на Русе. Убиецът Северин Красимиров я пресреща и завлича в близките храсти, където я изнасилва, нанася ѝ жесток побой и я убива. Смята се, че това се развива между 11:00 и 11:45 ч. на обяд, а тялото на убитата е намерено два часа по-късно от случайни минувачи. Видео от камера за наблюдение показва в 12:11 ч. бягащ мъж от местопрестъплението. Маринова е третият убит журналист в рамките на Европейския съюз за по-малко от година наред с Дафне Каруана Галисия от Малта и Ян Куцияк и годеницата му от Словакия.